# Hunnia Filmgyár
A Hunnia Filmgyár Rt. a magyar filmgyártás történetének egyik legjelentősebb alkotóműhelye volt. 1928-as alapításától az államosításáig eltelt 20 esztendőben Magyarország legnagyobb filmgyára, mely az 1940-es évek kezdetére Európa harmadik legtöbb filmet gyártó országává vált. Jogelődjével, a korábban legnevesebb magyar némafilmgyárral, a Corvin Filmgyárral, és jogutódjával, a Magyar Filmgyártó Vállalattal (Mafilm) közös története csaknem az egész, több mint 100 esztendős magyar filmgyártást felöleli.

## Út az alapításig

### A magyar filmgyártás születése
Az első magyar filmet, melynek címe A táncz, Pekár Gyula író tánctörténeti előadásához Zsitkovszky Béla készítette Budapesten 1901-ben. Az Uránia Magyar Tudományos Színház vetítőgépésze a filmet a kor kiemelkedő színészei, köztük Blaha Lujza, Márkus Emília és Hegedűs Gyula közreműködésével alkotta meg. Az Uránia tetőteraszán három hónapon keresztül forgatott 24 filmetűd, úgynevezett „kinematogram”, ebben az időben az egész világon újdonságszámba ment tudományos és művészi igényessége miatt. 1901. április 30-án mutatták be a filmet, ekkortól datálódik a magyar filmtörténet, így lett április 30-a a Magyar Film Napja.A táncz forgatásával indult világhódító útjára a magyar filmgyártás.

### A professzionális kinematográfia kezdete

#### Projectograph Rt.
A kinematográfia, a filmgyártás professzionális magyarországi úttörője a Budapesten 1908-ban alapított Projectograph Rt. volt, mely alapítóinak, Neumann Józsefnek és Ungerleider Mórnak, ekkorra már  öt „mozgófénykép bemutató üzlete”, azaz mozija volt a fővárosban, és 10 éve foglalkoztak filmforgalmazással.

#### Az első Hunnia
A Hunnia Biográf Társaság 25 méter széles és 50 méter hosszú üvegcsarnok műtermét 1911 júniusában Budapesten, a külső Lipótvárosban, a Sziget utca és a Pannónia utca sarkán építette fel, és Hunniának nevezte el. Ez a műterem érdemben két éven keresztül működött. Később a Projectograph tulajdonába került. A névrokonságon túl nincs köze a szócikk tárgyához, a Hunnia Filmgyárhoz.

#### Az első erdélyi némafilm
A Kolozsvári Állami Magyar Színház igazgatója, dr. Janovics Jenő –akit neveztek később az „erdélyi Hollywood” megteremtőjének is– forgatókönyvéből 1913-ban a párizsi Pathé Filmgyárral való együttműködésben született meg az első erdélyi némafilm, a Sárga csikó. A film világsiker lett, 137 kópiában másolták, mind az 5 kontinensre eljutott.

#### Proja-filmek
Az első világháború kitörése miatt Janovicsnak meg kellett szakítania minden szakmai együttműködést  a franciákkal, a magyar Projectographot választotta új partnerként az elkövetkező mozgóképei elkészítéséhez. 1916-ig a velük közös, Proja cégében gyártotta, és forgalmazta nagy sikerű némafilmjeit. A közös vállalkozás névét a Projectograph és Janovics kezdőbetűiből Roboz Imre, a Vígszínház későbbi híressé vált igazgatója alkotta meg.
Ekkor a némafilmkészítés harmadik legnagyobb európai reprezentánsa Dánia volt. A magyar némafilmgyártásra meghatározóan a színészi játékra és az irodalomra összpontosító dán filmművészet hatott és nem az amerikai, vagy az angol. A későbbi Oscar-díjas filmrendező, Kertész Mihály is Dániát választotta tanulmányútja célpontjául.
1914-ben Janovics, Dániából való hazatértét követően, megbízta Kertészt, hogy a Proja-film kolozsvári stúdiójában rendezze meg az A tolonc című filmet. Ez az a némafilm, mely napjainkra a korszak filmalkotásai közül a legjelentősebb, melyre, mint filmtörténeti kincsre tekintünk. Egyrészt ez Kertész magyarországi  rendezéseiből az egyetlen  fennmaradt némafilm, ugyanígy ez a később világhírűvé vált Várkonyi Mihály egyetlen, magyar, épségben megmaradt filmje. Végül, Jászai Marit, kora leghíresebb színésznőjét is csak ennek a mozgóképnek a filmkockái őrizték meg számunkra.

### Corvin Filmgyár
Janovics, aki szeretett volna függetlenné válni a Projectograph-tól, 1916. október 16-án megalapította a világ sorrendben hetedik filmgyárát. A Corvin Filmgyár idővel Európa  egyik legmodernebb, Pinewood és Cinecitta után a harmadik legnagyobb, filmstúdiója lett. Az alapító művészeti célkitűzése a magyar irodalom gyöngyszemeinek filmre vitele volt. A főváros "nemzetköziségre" törekvésével szemben Erdély központjában „a nemzeti nyomok" felmutatását tűzte ki célul maga elé. Kolozsvárt hosszú időre a magyar némafilmgyártás egyik fővárosává tette. Főrendezőjéül az akkor 23 éves Korda Sándort választotta. 1917 áprilisában Korda Pásztory M. Miklóssal megvette a filmgyárat addigi főnökétől, majd az akkorra már a magyar film fővárosává is vált Budapesten bővültek tovább. Felépíttették az új filmgyár negyven méter hosszú, európai színvonalú, korszerű, üveg műtermét, mely aztán 30 év elteltével a Mafilm stúdiójaként is tovább szolgált, és filmtörténeti ritkaságként mindmáig ott áll a Róna utcában, egykori helyén. Korda és Pásztory azért választották ezt a telket, mert közel feküdt a fővároshoz, és kiválóan alkalmas volt filmforgatási célokra. Mára tudjuk, ekkor verték le, több, mint 100 évre, a magyar filmművészet fellegvárának cölöpjeit.
Az első világháború idején a Magyarországgal nem szövetséges államokból való filmbehozatal tiltása érezhető módon megnövelte a hazai filmek iránti hazai keresletet. A hazai sikerek mellett a Corvin filmjei ekkor már a nemzetközi piacra is kijutottak. Korda Fehér éjszakák című némafilmje volt az egyik első, külföldön is bemutatott magyar film.  A háborús konjunktúra idején a Corvin Filmgyár alaptőkéjét megnyolcszorozva vált részvénytársasággá. A világháborút követően a Trianoni békeszerződéssel elszakított nemzetrészek  miatt, valamint az amerikai filmek dömpingje következtében a magyar filmek iránti kereslet évről évre csökkent, egyre kevesebb film forgott a Corvin stúdióiban, míg aztán 1922-ben a filmgyár átmenetileg be is szüntette a játékfilmkészítést. 1923-ban modernizálták, átszervezték a gyárat, mely 18 méteres magasságával és 4x20 méteres alapterületével Közép-Európa harmadik legnagyobb filmstúdiója lett. Azonban 1926-ban a dekonjunktúrának köszönhetően már ez a nagy beruházás sem segített, a Corvin Filmgyár nem tudta elkerülni a csődöt.

## Történet

### Alapítás
Az állam nem hagyta, hogy az addigra már nemzetközi szinten is sikeres magyar filmgyártás ellehetetlenüljön, így létrehozta az 1923-ban alapított Magyar Filmirodát (MFI) követően a Filmipari Alapot, mely 1927-ben, árverés útján, megvásárolta a Corvin Filmgyárat, annak épületeivel, műtermeivel, díszletraktáraival és szobrászműhelyeivel egyetemben. Az 1928 december 19-én Hunnia néven megalakult új filmgyár tevékenységi körét egyértelműen és kizárólagosan a játékfilmgyártásban határozták meg. A filmforgalmazóknak a nem magyar gyártású filmek után méterenként 20 (idővel 40) fillért kellett befizetniük a Filmipari Alap kasszájába, ez évi több mint egymillió pengő  bevételt hozott, amit kizárólag a magyar filmgyártás, azon belül a Hunnia katalizálására fordítottak. Mire végre az új starthoz szükséges technikai, gazdasági és jogi feltételeket sikerült kialakítani, akkorra kirobbant az 1929-es gazdasági válság, és evvel egy időben elkezdődött a hangosfilmkorszak is.

### Világszínvonalú technikai háttérteremtés
A Hunnia Filmgyár gazdasági igazgatója, Bingert János vezényelte le a rekonstrukciós munkákat és a hangosfilmgyártásra való műszaki átállást. Az annak idején, még 1917-ben Kordáék által épített, nevezetes üveg műterem ún. "cellotex" hangelnyelő burkolatot kapott.
A Siemens-cég kivitelezésében elkészült saját gépház és önálló generátor biztosította a filmstúdió  zavartalan energiaellátását.
A célul kitűzött világszintű filmtechnikai háttér kialakítása komoly és stratégiai kihívás volt, ezt ugyanis Európában csak Németországból lehetett beszerezni. A német kulturális vezetés viszont Magyarországot –joggal– mindig legnagyobb filmgyártó vetélytársai között tartotta számon. Nem volt barátságos lépés, hogy az 1930-as évek elején a nemzeti filmgyártás–, és munkaerő védelmére hivatkozva a német filmiparból magyar szakemberek százait bocsátották el. Más kérdés, hogy így közülük kerülhettek ki aztán sokan azok, akik az induló Hunnia Filmgyár munkájának professzionális elindítói lettek. A két ország filmipari kapcsolatairól az is sokat mond, hogy a német fél minden eszközzel szerette volna növelni dominanciáját, nemcsak Németországban, de az érdekszférájába eső többi országban is. Határozott lépéseket tettek a magyar filmek exportjának korlátozása érdekében, ugyanakkor a német filmek magyarországi elsőbbségi forgalmazását  evidensnek tekintették. 1932-re már a teljes játékfilm-forgalmazás 60 százalékát a német filmek tették ki. Természetesen minden követ megmozgattak a konkurens magyar filmipar német  "felfegyverzésének" megakadályozására.
A magyar miniszterelnöknek, Bethlen Istvánnak viszont feltett szándéka volt a magyar filmipar konszolidálása, régi presztízsének helyreállítása,  annak a nemzetgazdaság vérkeringésébe való bekapcsolása és az országmárkázás stratégiai eszközévé emelése. Világos volt, hogy ez világszínvonalú filmtechnikai háttér nélkül lehetetlen. A kialakult helyzetben a gazdasági feszültség  politikai felülírására kormánya nagy tudású, tapasztalt, tehetséges politikusát, belügyminiszterét, küldte Berlinbe. Scitovszky Bélának, a Nemzetgyűlés volt elnökének, hosszú, kitartó, kemény tárgyalásokat követően sikerült a világszínvonalú német, filmipari csúcstechnikához segítenie a  Hunnia Filmgyárat. Félmillió pengőért került a berlini Klang G.m.b.H. technikai csodája, a kilenc mikrofonnal dolgozó hangfelvevő– és utószinkronizáló berendezés az ekkorra már egyre tekintélyesebb filmtechnikai hátországgal rendelkező filmgyárba. Az új Tobis-Klang hangberendezés része volt egy mobil, kifogástalanul hangszigetelt, a műterem tetszőleges részébe elhelyezhető, guruló mixerbox is. Ebben foglalt helyet a hangmérnök, aki mikrofon segítségével irányította a szereplőket. A kor legjobb, francia, Debrie-kameráival dolgoztak a kerekeken gördülő statívokkal együtt és a világ legkiválóbb Efa- és Weinert-lámpáit használták.
Ekkorra a Hunnia filmjei már a világ legjobb filmstúdióinak színvonalán foroghattak, segített ebben a kameramozgató krán, csakúgy, mint a háttérvetítés lehetősége, ezeket a kontinensen itt szabadalmaztatták először . Az újjáépült Hunnia Filmgyár 1931. április 28-i felavatását  követő napon már teljes sebességgel folyt a munka, forgott a Kék bálvány, a filmstúdió első filmje, mely egyben a magyar filmtörténelem első hangosfilmje is lett. A mérsékelt sikert aratott Kék bálványt követő, szintén a Hunnia műtermeiben forgatott, második magyar hangosfilm, a Hypollyt a lakáj viszont már zajos sikert aratott, mindmáig az egyik legnagyobb magyar sikerfilm, örökzölddé vált mondatai beégtek a magyar kollektív tudatba.
Hamarosan sor került a II. stúdió megépítésére is, így a filmforgalmazók a kiváló minőségű Hunnia filmekből évről évre, egyre többet mutathattak be a mozikban. A filmgyár stúdiói áttértek a 24 órás üzemmódra, de még így is sokszor a díszletraktárakban is forgattak, annyira kellett minden négyzetméter.
A kiváló magyar filmművészeknek köszönhetően, a német csúcstechnika alkalmazásával, gyorsan, nemzetközi szinten is újra rangot szerzett magának a magyar filmgyártás, melynek vezetői finoman stratégiát váltottak a német filmiparral szemben. Csendes bojkottal jelezték, hogy nem tűrik tovább a magyarellenes lépéseket, nem kívánnak a jövőben alárendelt szerepet játszani a kétoldalú kapcsolatokban. A magyarországi játékfilm-forgalmazáson belül az 1932-es 60 százalékos német piaci részesedés másfél év alatt 19 százalékra csökkent.

### Kétverziós filmektől a sikerfilmekig
A Hunniában a hangosfilmgyártás fejlesztése területén sokat segítettek a kétverziósnak nevezett filmek. A filmszinkronizálás akkor még kísérleti stádiumban volt, ahelyett találták ki ezt a műfajt. Olcsón bérbe adva külföldieknek a Hunniát, ugyanabban a díszletben magyarul is leforgatták a filmet, így osztozva a költségeken mindkét ország jól járt. Nagyon sok film készült ezzel a módszerrel, külön hozadék volt, hogy magyar történetek elevenedtek meg így a külföldi filmeken és filmvásznakon, egyúttal erősítve az országimázst is. 1936-ban további két műtermet építettek a régiek mellé, ezek egybenyitásával már 18 000 légköbméteres zárt teret lehetett képezni. Ennek az ún. „ikerműteremnek” saját légkondicionáló– és áramfejlesztő berendezése volt, az egyik felébe ráadásul hatalmas medencét is építettek, vízi felvételekhez.

### A világ filmgyártásának élvonalában
Ekkorra már a Hunnia Filmgyár egyeduralkodónak számított a magyar filmgyártás területén. Magyarország Európa harmadik, a világnak pedig a negyedik legnagyobb filmgyártójává vált. E fegyvertény súlyát növeli, hogy mind Németország, mind Olaszország komoly állami támogatás mellett érte el a fenti eredményt, míg Magyarország támogatás nélkül.
Egyetlen igazi hazai riválisa csak a Magyar Film Iroda maradt. A versenytárs filmgyár szerényebb infrastrukturális adottságait 10 százalékkal olcsóbb árakkal igyekezett kompenzálni. A második világháború kezdetétől a hatalmas konkurenciát jelentő amerikai filmek behozatalára elrendelt stop, csakúgy, mint anno, az első világháború idején, jelentősen megnövelte a magyar filmek piaci részesedését a hazai filmforgalmazásban. A magyar filmek, így a Hunnia filmjei iránti hatalmas keresletnövekedést tovább erősítette a második bécsi döntést követően az elszakított magyar területek egy részének visszacsatolása. A Hunnia pedig mindent megtett a megnövekedett igények kielégítésért, mind minőségben, mind mennyiségben. Míg 1939-ben 25 nagyjátékfilmet készített addig 4 évre rá már 53-at. (A két időpont között az elkészült filmek száma: 38/1940, 40/1941, 48/1942.) Mivel nem akartak a szoros forgatási határidők miatt az időjárásnak kitettek lenni, ezért nagyon kevés film forgott még ebben az időszakban a szabadban, a filmalkotások meghatározóan a műtermekben készültek.
Minthogy 1940-re a fentiek szerint már egyetlen esztendő alatt 50 százalékot meghaladóan, 38-ra nőt az elkészített filmes produkciók száma, így a Korda-féle filmgyár területét kinőve a továbblépéshez új helyszín után kellett nézniük. Az 1916-ban alapított pasaréti Star Filmgyárra esett a választás, amely fénykorában a némafilmgyártás egyik hazai központja volt, 1929-re azonban tönkrement, üres műtermei több mint 10 esztendeig kihasználatlanul, üresen álltak. 1941 tavaszán a Hunnia megvette, majd a felújítási munkálatokat követően már szeptemberben használatba is vette a régi-új stúdiót a Kísértés forgatásával. Ettől kezdve a pasaréti telep hosszú ideig újra a magyar filmgyártás fontos helyszíne lett.
1944-re a Hunnia Filmgyár már kis birodalommá vált: 7 műterme volt, majd 1300 embernek adott munkát folyamatosan, ebből 90 fő volt olyan, aki nem filmes, csupán adminisztratív dolgozó volt. Ekkorra, az alapítástól számolva, mintegy húszmillió méternyi filmet forgattak le, átlagos költségvetésük pedig elérte a 400 000 pengőt.

### Díjak
A Hunnia Filmgyár filmjei sorra nyerték a különböző díjakat a nemzetközi filmfesztiválokon, így a Velencei Filmfesztiválon is, mely akkoriban a legtekintélyesebb európai filmmegmérettetés helyszíne volt. 1941-ben az Egy éjszaka Erdélyben, míg 1942-ben a magyar filmművészet megújítójaként számon tartott Szőts István Emberek a havason filmje nyert díjat. A film nem csak magyar viszonylatban, de a nemzetközi filmes trendeket illetően is úttörőnek számított, a „legművészibb filmnek” járó művészeti fődíjat kapta, a formálódó olasz neorealizmus alkotói pedig előfutárukként ünnepelték.

### Az utolsó évek
A második világháború végül a Hunniát sem kímélte meg, műtermeit mind lebombázták, a pasaréti gyártelepen romba dőlt minden. 1945 elején még folyt a háború, amikor dr. Csorba János, a székesfőváros polgármestere, már rendeletet hozott a Hunnia Filmgyár sürgős újjáépítéséről és a filmgyártás mielőbbi folytatásának megkezdéséről. Ezt követően a Hunnia ismét az öreg kontinens filmgyártásának élére tört. A rendeletet sikerült foganatosítani és a második világháborút követően, Európában először, a Hunnia Filmgyár Kordáék által építtetett, akkorra felújított műtermében, 1945. október 2-án újra elkezdődött a filmgyártás. A részben megújult filmgyár első igazgatója Gertler Viktor volt, első filmalkotása pedig Bródy Sándor A tanítónő című színdarabjából készült Szörényi Éva és Jávor Pál főszereplésével, Keleti Márton rendezésében.
Ezt követően azonban hamar kiderült, hogy a fokozatos kommunista politikai térnyerés, majd egész pályás térfoglalás mellett csupán idő kérdése, hogy mikorra lehetetlenül el a magántőke forrású filmkészítés. A két utolsó, elődeikhez kvalitásaikban nem mérhető, "kapitalista" magyar film az Aranyóra és a Hazugság nélkül volt.
1947-ben kormányrendelet tette lehetővé a pártoknak, hogy filmkészítésre kölcsönt vegyenek igénybe. Miután a különböző pártokhoz kötődő filmprodukciós vállalatok megkötötték szerződésüket a filmgyárral, 1947. augusztus 25-én, elsőként a később világsikert aratott, Radványi Géza rendezte film, a Valahol Európában kezdett forogni a Hunniában. Radványit  a Velencei Filmfesztiválon 5 évvel korábban művészeti fődíjat nyert Szőts István követte, aki megkezdte az Ének a búzamezőkről című filmjének forgatását. Azonban mire befejeződtek a film utómunkálatai, addigra már elfoglalták helyüket a kommunista cenzorok,  akik aztán sohasem engedték bemutatni a nemzetközi hírű rendező új filmjét, arra hivatkozva, hogy az "klerikalizmussal" van átitatva. A filmgyár államosítását megelőző utolsó hónapokban Bán Frigyes Mezei próféta, Kerényi Zoltán Könnyű múzsa és Keleti Márton Beszterce ostroma című filmje készült még el, de ezek közül csak az utóbbi, hatalmas sikert arató filmalkotást mutatták be a közönségnek.
Az 1948. augusztus 19-én kelt 28/1948. sz. minisztertanácsi rendelet kimondta, hogy a Hunnia Filmgyárat Magyar Filmgyártó N.V. (MAFILM) néven államosítják.
A filmgyár a Mafilmtől a Hunnia nevet egy időre még visszakapta az 1956-os forradalmat követően. Ezután, 1964-től, a Budapest Filmstúdióval történt egyesítésétől kezdve,  újra Mafilm néven működött, hogy ez a név, fémjelezze a magyar filmgyártás következő nagy korszakát.

## Filmográfia
A Hunnia Filmgyár filmjei időrendben

### Saját produkcióban készült filmek
- A kék bálvány (1931, Schiffer Miksával)
- A vén gazember (1932, magyar-német, UFA-val)
- Pardon, tévedtem! (1933, magyar-amerikai-német, Deutsche     Universal Filmmel)
- Rád bízom a feleségem (1937, Objectiv Filmmel)
- Cifra nyomorúság (1938, Budapest Filmmel)
- 13 kislány mosolyog az égre (1938, Hajdu Filmmel)
- A varieté csillagai (1938, magyar-német, Pictura Film Kft.-vel     és Pictura Film Gmbh-val)
- 5 óra 40 (1939, Takács Filmmel)
- Két lány az utcán (1939, Photophon Filmmel)
- Áll a bál (1939, Hajdú Filmmel)
- Hat hét boldogság (1939, Takács Filmmel)
- A nőnek mindig sikerül (1939, Mester Filmmel)
- Sarajevo (1940, Takács Filmmel)
- Dankó Pista (1940, Mester Filmmel)
- Ismeretlen ellenfél (1940, Vörösmarty Filmmel)
- Igen vagy nem? (1940, Hajdú Filmmel)
- Lángok (1940, Takács Filmmel)
- Muzsikáló május (1941, rövid)
- Bob herceg (1941, Hausz Filmmel)
- Egy éjszaka Erdélyben (1941, Takács Filmmel)
- Emberek a havason (1942, Modern Filmmel)
- Házasság (1942)
- Negyedíziglen (1942)
- Pista tekintetes úr (1942, Hajdú Filmmel)
- Tilos a szerelem (1943)
- Éjjeli zene (1943)
- És a vakok látnak... (1943, Hosszú Filmmel)
- Rákóczi nótája (1943, Hajdú Filmmel)
- Sári bíró (1943)
- Nászinduló (1943, Bajusz Péterrel)
- Madách - Egy ember tragédiája (1944, Fáklya Filmmel)
- Két vonat között (1944, rövid, Riomfalvy Pállal és Simon     Józseffel)
- A két Bajthay (1944)
- A tanítónő (1945)

### Tervezett, meg nem valósult film
- A bresciai hiéna (1943)

### A Hunnia Filmgyár műtermében forgatott filmek
- A kék bálvány (1931)
- Hyppolit, a lakáj (1931)
- Piri mindent tud (1932)
- Tokaji rapszódia (1938)
- Egy lány elindul (1938)
- Marika (1938)
- Az elcserélt ember (1938)
- Az ember néha téved (1938)
- A falu rossza (1938)
- Örök titok (1938)
- Pillanatnyi pénzzavar (1938)
- Magdát kicsapják (1938)
- Döntő pillanat (1938)
- Úri világ (1938)
- Megvédtem egy asszonyt (1938)
- Péntek Rézi (1938)
- Uz Bence (1938)
- Beszállásolás (1938)
- Szegény gazdagok (1938)
- Nincsenek véletlenek (1938)
- A piros bugyelláris (1938)
- Azurexpress (1938)
- A hölgy egy kissé bogaras (1938)
- Gyimesi vadvirág (1938)
- Tiszavirág (1938)
- Vadrózsa (1938)
- 13 kislány mosolyog az égre (1938)
- Rozmaring (1938)
- Süt a nap (1938)
- A varieté csillagai (1938)
- Jöjjön elsején! (1940)
- Akit elkap az ár (1941)
- Annamária (1942)
- Mesék a bécsi erdőből (1943, rövid)
- Afrikai vőlegény (1944)
- Éji látogatás [filmterv] (1944)
- Valahol Európában (1947)
- Ének a búzamezőről (1947)
- Könnyű múzsa (1947)
- Mezei próféta (1947)
- Beszterce ostroma (1948)

## Bibliográfia
- Lajta Andor: Filmművészeti Évkönyv az 1920. évre, Budapest, 1920
- Dr. Janovics Jenő: A magyar film gyermekévei Erdélyben, Budapest, Filmkultura, 1936
- Nemeskürty István: A magyar film története (1912–1963), Budapest, Gondolat Kiadó, 1965
- Langer István: Fejezetek a filmgyár történetéből, I. kötet, 1917–1944, kézirat, Budapest, 1979
- Nemeskürty István: A képpé varázsolt idő – A magyar film története és helye az egyetemes kultúrában, párhuzamos áttekintéssel a világ filmművészetére, Budapest, Magvető Könyvkiadó, 1984
- Karol Kulik: Alexander Korda: The Man Who Could Work Miracles, Virgin Books, 1990
- Kőháti Zsolt: Tovamozduló ember tovamozduló világban – a magyar némafilm 1896–1931 között, Budapest, Magyar Filmintézet, 1996
- John Cunningham: Hungarian Cinema: From Coffee House to Multiplex, London, Wallflower Press, 2004